# Уилоапан-де-Куаутемок (муниципалитет)
Уилоапан-де-Куаутемок (исп. Huiloapan de Cuauhtémoc) — муниципалитет в Мексике, штат Веракрус, расположен в Горном регионе. Административный центр — город Уилоапан-де-Куаутемок.

## Состав
В состав муниципалитета входят 3 населённых пункта.